# 이만규 (1954년)
이만규(李萬圭, 1954년 11월 11일 ~ )는 대한민국의 정치인이다. 대구광역시의원이다.

## 학력
- 서부초등학교
- 능인중학교
- 경북공업고등학교
- 대구산업정보대학 광고이벤트학과 졸업
- 영남대학교 경영학과 졸업
- 영남대학교 경영대학원 졸업(경영학 석사)

## 경력
- 남산4동 방위협의회 회장
- 한국옥외광고협회 대구광역시 지부장
- (주)에스디광고 대표이사
- 2006.07 ~ 2010.06: 제5대 대구광역시 중구의회 의원
- 2014.07 ~ 2018.03: 제7대 대구광역시 중구의회 의원
  - 2016.07 ~ 2018.03: 제7대 대구광역시 중구의회 후반기 의장
- 2018.07 ~ 2022.06: 제8대 대구광역시의회 의원
- 2022.07 ~ : 제9대 대구광역시의회 의원
  - 2022.07 ~ : 제9대 대구광역시의회 전·후반기 의장
- 2022.09 ~ 2023.09 : 제18대 대한민국시도의회의장협의회 정책위원장
- 2023.09 ~ 2024.06 : 제18대 대한민국시도의회의장협의회 회원
- 2024.07 ~ : 제19대 대한민국시도의회의장협의회 고문
- 2025. 5.~2025. 6.: 제21대 대통령 선거 국민의힘 김문수 대통령 후보 대구 선거대책위원회 정책자문위원장

## 역대 선거 결과
|  | 13.2% |

|  | 8.2% |

|  | 38.18% |

|  | 49.55% |

|  | 76.54% |